# Capreomicina
La capreomicina es un antibiótico peptídico que se da en combinación de otros antibióticos y como antibiótico de segunda línea en el tratamiento de la tuberculosis. Los efectos secundarios incluyen nefrotoxicidad y neurotoxicidad dirigida al VIII par de nervios craneales.
No se debe administrar con estreptomicina u otras drogas que puedan dañar este par craneal.

## Origen
Producido por Streptomyces capreolus.

## Mecanismo de acción
Inhibidor de la síntesis de proteina.

## Dosis
La administración de 15 mg/kg/día IM da como resultado concentraciones máximas en suero de 35 - 45 mcg/mL, 2 horas posterior a la administración. Esta concentración ha demostrado inhibir muchas micobacterias, incluida las cepas de Mycobacterium tuberculosis resistente a múltiples fármacos.
La dosis usual es de 15 mg/kg/día, y al lograr una respuesta inicial se reduce a 2 - 3 veces a la semana. Esto último permitiría reducir la toxicidad.

## Resistencia
Las cepas de Mycobacterium tuberculosis resistentes a estreptomicina generalmente son susceptibles a capreomicina.
Se ha reportado resistencia cruzada con amikacina y kanamicina.
La resistencia a capreomicina se ha asociado con mutación en los genes rrs, eis o tlyA.

## Efectos Adversos
Este antibiótico es nefrotóxico y ototóxico.
En relación a la ototoxicidad puede ocasionar acúfenos, sordera y alteraciones vestibulares.
En relación a los efectos adversos locales, la inyección puede ocasionar dolor local significativo, y se pueden desarrollar abscesos estériles.
- Datos: Q415909